# BVI Bundesfachverband der Immobilienverwalter
Der BVI Bundesfachverband der Immobilienverwalter e. V. ist ein deutscher Fach- und Interessenverband für Immobilienverwalter, die sich auf Verwaltungs- und Betreuungsaufgaben im Bereich der Immobilienwirtschaft spezialisieren. Der 1983 gegründete Verband mit Sitz in Berlin ist im Lobbyregister des Deutschen Bundestages eingetragen.

## Aufgabe
Der BVI vertritt als Verband die Interessen von rund 800 Immobilienverwaltungsunternehmen, die rd. 1,5 Millionen Wohnungen in Deutschland verwalten. Er bietet zahlreiche Dienstleistungen wie Vertragsmuster und Arbeitshilfen für Immobilienverwalter.

## Publikationen
Der BVI ist der Herausgeber der Fachzeitschrift BVI-Magazin, die viermal im Jahr erscheint.

## Organe
Der BVI Bundesfachverband der Immobilienverwalter e.V. ist bundesweit aktiv und gliedert sich in sechs Landesverbände. Der Verband ist folgendermaßen organisiert:
- Vorstand
- Landesvorsitzende der Landesverbände
- Geschäftsstelle in Berlin
- Mitgliederversammlung[4]

## Mitgliedschaften
Der BVI ist seit März 2015 Mitglied im Zentralen Immobilien Ausschuss.

## Veranstaltungen
Der Verband organisiert den Deutschen Immobilienverwalter Kongress, regelmäßige Verwaltertage in den Bundesländern sowie Webinare, die die Aus-, Fort- und Weiterbildung gemäß MaBV sichern.